# Sauveterre (Gers)
Sauveterre település Franciaországban, Gers megyében. Lakosainak száma 281 fő (2022. január 1.). Sauveterre Cadeillan, Espaon, Gaujac, Lombez, Montamat és Sabaillan községekkel határos.

## Népesség
A település népessége az elmúlt években az alábbi módon változott:
| Lakosok száma | 326  | 264  | 219  | 233  | 242  | 251  | 265  | 279  | 291  | 281  |
|               | 1968 | 1982 | 1990 | 2006 | 2013 | 2015 | 2017 | 2019 | 2020 | 2022 |